# Bundesverband der Deutschen Volksbanken und Raiffeisenbanken

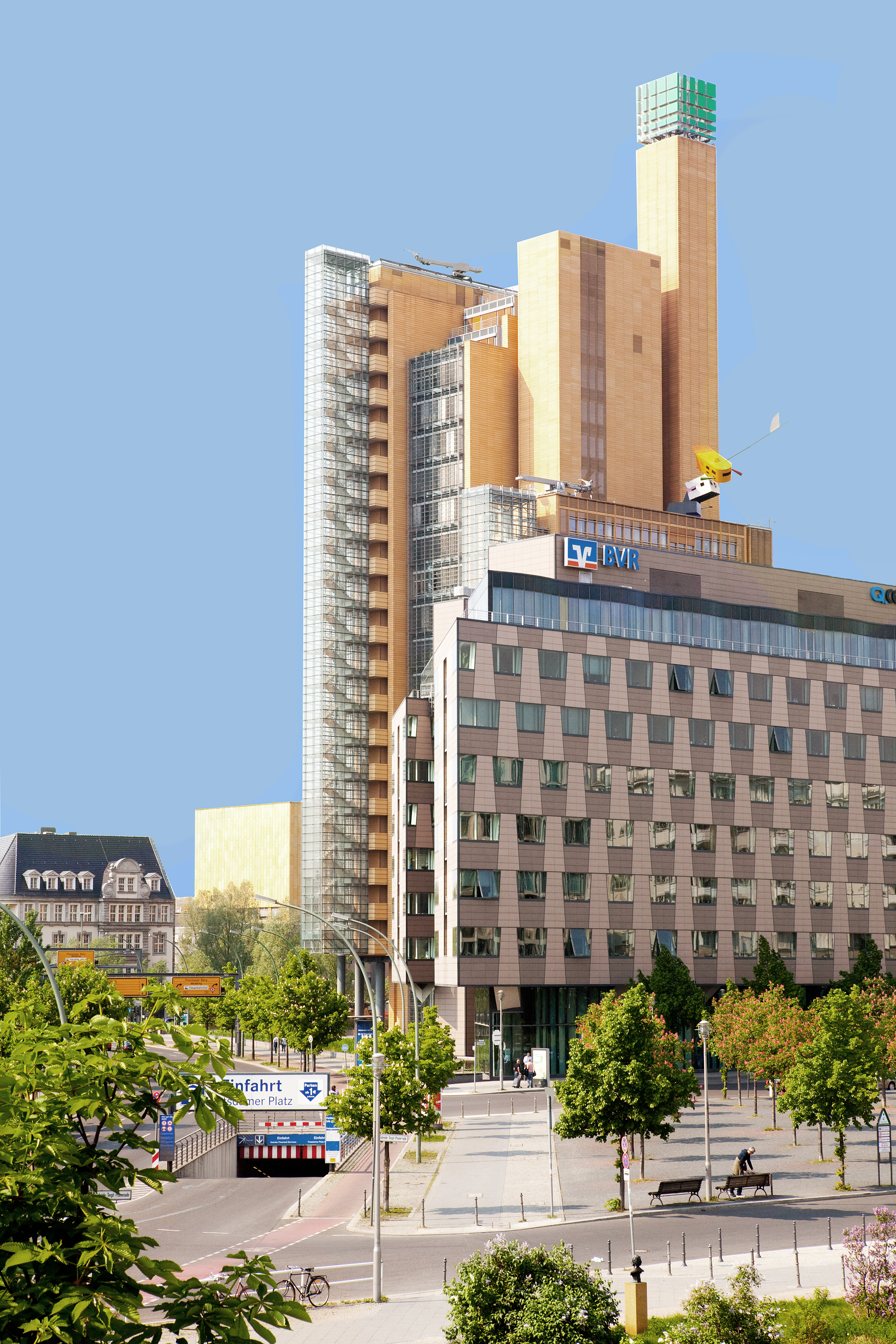
Hauptsitz des BVR in Berlin

Der Bundesverband der Deutschen Volksbanken und Raiffeisenbanken e. V. (BVR) ist der Spitzenverband der genossenschaftlichen Bankengruppe in Deutschland mit Sitz in Berlin und einem weiteren Standort in Bonn. Alle 737 deutschen Genossenschaftsbanken (Volksbanken, Raiffeisenbanken, Sparda-Banken, PSD Banken, Kirchenbanken und Sonderinstitute), genossenschaftliche Zentralbanken, die Unternehmen der Finanzgruppe und die genossenschaftlichen Prüfungsverbände waren Ende 2022 Mitglieder. Die Genossenschaftliche Finanzgruppe mit 17,9 Millionen Mitgliedern hat eine Bilanzsumme von 1175 Milliarden Euro (Ende 2022) und beschäftigt rund 135.500 Mitarbeiter (Ende 2022).
Der BVR vertritt bundesweit und international die Interessen der genossenschaftlichen Bankengruppe und ist unter der Registernummer R001693 seit dem 25. Februar 2022 als Wirtschaftsverband im Lobbyregister registriert. Er koordiniert und entwickelt die gemeinsame Strategie der Volksbanken und Raiffeisenbanken und berät und unterstützt seine Mitglieder in rechtlichen, steuerlichen und betriebswirtschaftlichen Fragen.
Beim BVR ist zudem die Sicherungseinrichtung der genossenschaftlichen Finanzgruppe – das älteste, privat finanzierte Banken-Sicherungssystem der Welt – angesiedelt.
Der BVR sorgt außerdem dafür, dass seine Mitgliedsbanken fortlaufend über aktuelle wirtschaftliche und politische Entwicklungen, die das Bankwesen betreffen, informiert sind. Er ist ferner Herausgeber der Bankinformation, die bei DG Nexolution erscheint.
Die europäischen Belange unterstützt eine eigene Vertretung in Brüssel. Seit dem Jahr 2013 unterhält der BVR ein Verbindungsbüro in London.
Der BVR ist Mitglied der Europäischen Vereinigung der Genossenschaftsbanken und im Gemeinschaftsausschuss der Deutschen Gewerblichen Wirtschaft.

## Organe

### Vorstand
Der Vorstand besteht aus grundsätzlich drei Mitgliedern. Er wird vom Verwaltungsrat gewählt und vertritt den BVR nach außen.
Aktuell besteht der Vorstand aus folgenden Personen:
- Marija Kolak (Präsidentin)
- Daniel Quinten
- Tanja Müller-Ziegler

Frühere Präsidenten des BVR waren:
- Uwe Fröhlich (10/2008–10/2017)
- Christopher Pleister (2000–Juli 2008)
- Wolfgang Grüger (1990–1999)
- Bernhard Schramm (1980–1989)
- Felix Viehoff (1976–1980)[9]
- Horst Baumann, Lorenz Falkenstein (1973–1976)
- Horst Baumann, Theodor Sonnemann (1972–1973)

### Verwaltungsrat
Der Verwaltungsrat besteht aus 12 Mitgliedern des Verbandsrats. Er berät den Vorstand in bankwirtschaftlichen und bankpolitischen Fragen, übt Aufsichtsfunktion gegenüber dem Vorstand aus und überwacht die Geschäftsführung des Vorstandes der Sicherungseinrichtung. Vorsitzender des Verwaltungsrats ist gemäß Satzung der jeweilige Verbandsratsvorsitzende. Amtierender Vorsitzender des Verwaltungs- und Verbandsrats ist (Stand Februar 2023):
- Wolfgang Altmüller (1. Februar 2023)

Frühere Verwaltungsrats- und Verbandsratsvorsitzende waren:
- Veit Luxem (Amtszeit:2015–2022)
- Carsten Graaf (Amtszeit: 2008–2015)
- Fritz Bokelmann(Amtszeit: 2003–2007)
- Rainer Märklin (Amtszeit: ?–2002)

### Verbandsrat
Der Verbandsrat besteht aus bis zu 50 Mitgliedern. Er bestimmt die strategische Ausrichtung im Verbund. Der Vorsitzende des Verbandsrats übernimmt mit seiner Wahl gemäß Satzung zugleich den Vorsitz des Verwaltungsrats.

### Mitgliederversammlung
In der Mitgliederversammlung ist jedes Mitgliedsinstitut mit einer Stimme vertreten. Die Mitgliederversammlung tritt mindestens einmal jährlich zusammen.

## Prüfungsverbände
- Baden-Württembergischer Genossenschaftsverband e. V. (BWGV)
- Genossenschaftsverband Bayern e. V. (GVB)
- Genoverband e. V.[10] (GV) (Berlin, Brandenburg, Bremen, Hamburg, Hessen, Mecklenburg-Vorpommern, Niedersachsen, Nordrhein-Westfalen, Rheinland-Pfalz, Saarland, Sachsen, Sachsen-Anhalt, Schleswig-Holstein und Thüringen)
- Genossenschaftsverband Weser-Ems e. V. (GVWE)
- Verband der PSD Banken
- Verband der Sparda-Banken
- PDG Erfurt

## Genossenschaftliche Technikunternehmen
- Serviscope AG (vorher: F-Call AG)[11]
- Atruvia AG (vorher: Fiducia & GAD IT AG)
- parcIT GmbH
- Ratiodata SE (fusioniert mit TSG Technologie Services GmbH[12] und VR-Netze GmbH[13])
- VR Payment GmbH (vorher: CardProcess GmbH)[14]

## Sitz
Sitz des BVR war von seiner Gründung an das Schulze-Delitzsch-Haus in Bonn, das er vom Deutschen Genossenschaftsverband (DGV) übernommen hatte. 2001 zog der Bundesverband in Folge der Verlegung des Regierungssitzes mit seinem Hauptsitz nach Berlin um, nutzt aber das Schulze-Delitzsch-Haus in Bonn weiterhin.